# Расовые беспорядки 1969 года в Сингапуре
Расовые беспорядки 1969 года в Сингапуре — семь дней общественных беспорядков с 31 мая по 6 июня 1969 года, одни из двух беспорядков, произошедших в Сингапуре после обретения независимости. .

## История
Предшественником сингапурских расовых беспорядков 1969 года можно назвать инцидент 13 мая в малайзийских Куала-Лумпуре и Петалинг-Джая. Поводом для него стали результаты малайзийских всеобщих выборов 1969 год, которые ознаменовались беспрецедентными в истории страны китайско-малайскими беспорядками: в период с 13 мая по 31 июля погибло 196 человек и более 350 получили ранения (реальные цифры могут быть намного выше официально объявленных). Правительство Малайзии объявило чрезвычайное положение и приостановило деятельность парламента до 1971 года.
Малайзийские беспорядки не имели никакого отношения к Сингапуру, они произошли в 1969 году, имея в качестве предыстории беспорядки 1964 года. Малайцы были недовольны своим социальным и экономическим положением и боялись, что бумипутра потеряют свои привилегии; это и привело к беспорядкам 13 мая. Объединённая малайская национальная организация (UMNO) спровоцировала истерию в связи со своим желанием утвердить в Сингапуре малайское господство (Ketuanan Melayu), что привело к усилению подозрительности между сингапурскими малайцами и китайцами.

### Слухи и месть
В Сингапуре начали распространяться слухи о зверствах малайцев по отношению к китайцам во время малазийских погромов. Люди с возмущением говорили о предвзятости малазийских вооруженных сил в отношении подозреваемых в участии в беспорядках; пойманных китайцев сурово наказывали на месте, и эти слухи обострили напряженность в Сингапуре.
Департамент внутренней безопасности (ISD) совместно с полицией помогли сдержать взрывоопасную ситуацию. Китайско-малайская напряженность в Сингапуре вновь обострилась в 1969 году после вспышки расовых беспорядков в Малайзии после всеобщих выборов. Произошло множество столкновений между китайцами и малайцами, и ситуация была взята под контроль с помощью операций по обеспечению безопасности, проведённых полицией и вооружёнными силами по всему Сингапуру. Бдительность сил безопасности Сингапура и настойчивые усилия сотрудников ISD по обеспечению охвата всего острова способствовали возвращению в Сингапуре нормальной обстановки.

## Последствия
После 1971 года, когда все успокоилось, правительство Малайзии смогло проводить политику позитивной дискриминации, в частности, Новой экономической политикой, благоприятствовавшей малайцам. В апреле 1987 года четыре эксперта по боевым искусствам силату были арестованы ISD за активное распространение слухов о надвигающихся расовых столкновениях 13 мая 1987 года или около этой даты (в 18-ю годовщину расовых беспорядков). По сей день сохраняется беспокойство относительно потенциально возможного насилия, поскольку борьба за власть между группами продолжается.